# Congrés dels Ciutadans de la República de Letònia
El Congrés dels Ciutadans de la República de Letònia (en letó: Latvijas Republikas Pilsoņu Kongress) fou una organització sorgida a Letònia el 1989 com a part del moviment de la independència de Letònia. Es va formar en contra del règim soviètic de la República Socialista Soviètica de Letònia, l'autoritat de la qual es va negar i va afermar el llinatge directe del període d'entreguerres amb la república letona. Es va dissoldre després de la declaració sobre la Restauració de la Independència de la República de Letònia i la creació del Saeima un parlament sobirà.